# مانوئل رودریگس
مانوئل رودریگس (اسپانیایی: Manuel Rodríguez‎; ۱۸ ژانویهٔ ۱۹۳۹ – ۲۶ سپتامبر ۲۰۱۸) بازیکن فوتبال اهل شیلی بود.
وی همچنین در تیم ملی فوتبال شیلی بازی کرده‌است.